# Christopher Morales-Williams
Christopher Morales-Williams, né le 5 août 2004 à Vaughan en Ontario, est un athlète canadien spécialiste du 400 mètres.

## Biographie
Médaillé de bronze du relais 4 × 400 mètres lors des championnats du monde juniors de 2022, il remporte la médaille d'argent du 400 m lors des championnats panaméricains juniors 2023. Il décroche cette même année son premier titre national senior sur 400 m, le 29 juillet à Langley en 45 s 48.
Le 24 février 2024 à Fayetteville, en réalisant le temps de 44 s 49, il pense améliorer de 8/100e de seconde le record du monde en salle du 400 m détenu depuis 2005 par Kerron Clement. Ce record n'est cependant pas ratifié en raison de starting-blocks non conformes, et plus précisément l'absence de détecteur de faux départ. Le 7 mars 2024 à Boston, il remporte le titre NCAA en salle du 400 m en 44 s 67.
Le 11 mai 2024 à Gainesville, il établit le temps de 44 s 05 et améliore de 39/100e de seconde le record du Canada détenu depuis 2005 par Tyler Christopher.

## Palmarès

### International
| Date | Compétition                        | Lieu     | Résultat | Épreuve   | Temps        |
| ---- | ---------------------------------- | -------- | -------- | --------- | ------------ |
| 2022 | Championnats du monde juniors      | Cali     | 3e       | 4 × 400 m | 3 min 5 s 50 |
| 2023 | Championnats panaméricains juniors | Mayagüez | 2e       | 400 m     | 46 s 34      |

### National
- Championnats du Canada d'athlétisme
  - 400 m : vainqueur en 2023, 2024

### Autres
- Championnats NCAA en salle
  - 400 m : vainqueur en 2024

## Records
| Épreuve            | Temps        | Lieu         | Date            |
| ------------------ | ------------ | ------------ | --------------- |
| 400 m              | 44 s 05 (NR) | Gainesville  | 11 mai 2024     |
| 400 m piste courte | 44 s 49 (NR) | Fayetteville | 24 février 2024 |